# Réunions nationalpark

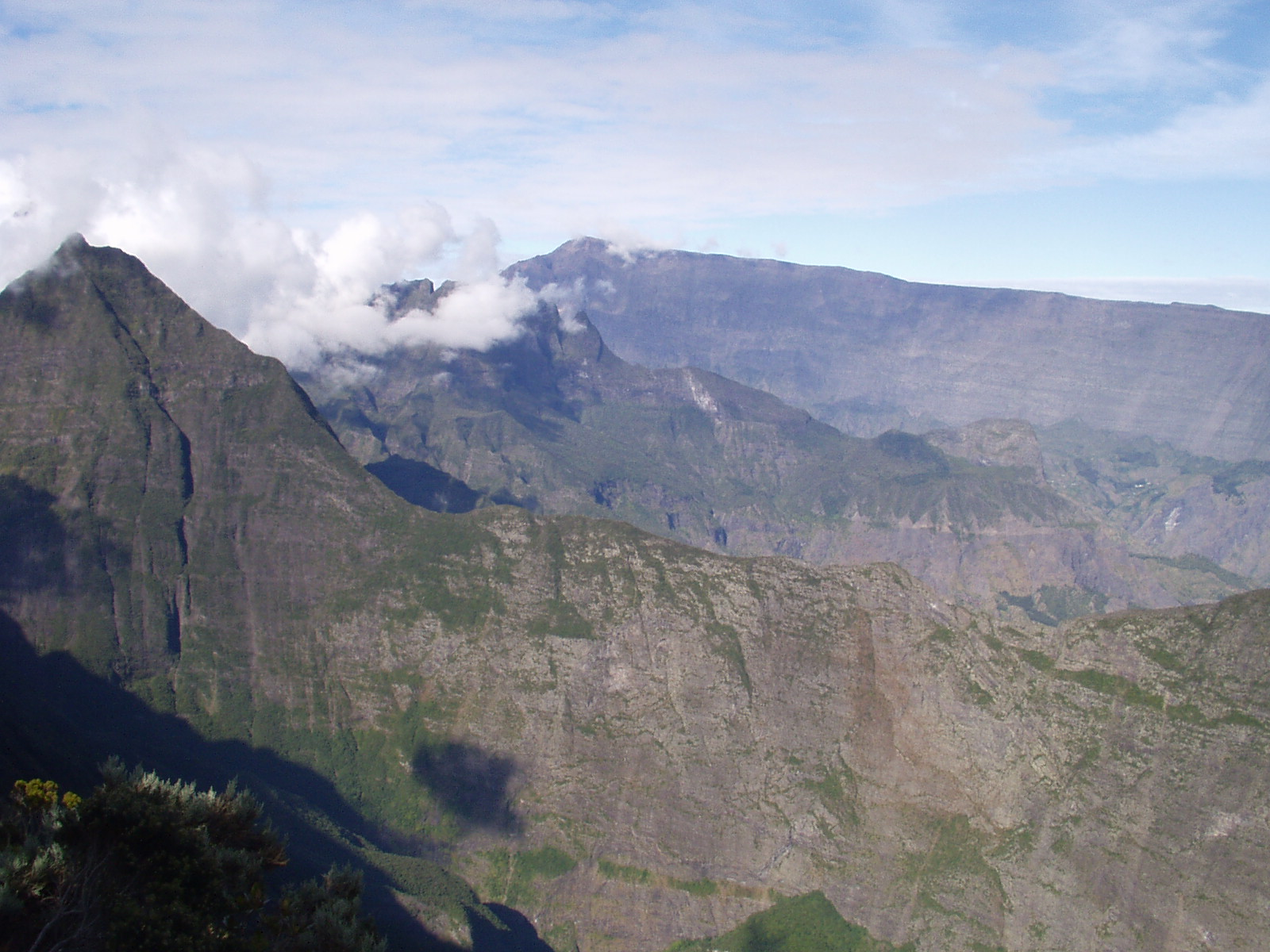
Vy från La Roche Écrite.

Réunions nationalpark (franska: Parc national de La Réunion) är en nationalpark på ön Réunion, ett av Frankrikes utomeuropeiska departement i västra delen av Indiska Oceanen. Nationalparken, som instiftades 5 mars 2007, skyddar det endemiska ekosystemet i Les Hauts, Réunions bergiga inre.

## Planeringen för parken
Förslaget att skapa en regional naturpark restes först i början av 1992. Tre år senare, bestämdes i Réunions miljödeklaration och regionala utvecklingsplanen att parken skulle skapas i Les Hauts. Konceptet hållbar utveckling var centralt i förslagen, som explicit avsåg att kombinera skyddet av Réunions natur- och kulturarv med stödjandet av ekonomisk utveckling.
Den 6 november 2000, inledde Frankrikes miljöminister Dominique Voynet processen att skapa en nationalpark på ön. Senare, den 7 februari 2001, skrevs ett arbetsavtal under för att styra insatserna för upprättandet av parken.
Efter en intensiv period med studier, debatter, dialoger och förhandlingar, utgav projektkommittén sin rapport den 12 mars 2003. Utkastet Les Hauts nationalparksprojekt angav ambitionerna och grunderna skapandet av en "nationalpark för en ny generation". Det var strax före den sista allmänna hearingen i slutet av 2006 som arbetsnamnet Les Hauts nationalpark slopades till förmån för Réunions nationalpark.
Parken kom officiellt att instiftats den 5 mars 2007 genom ett dekret antagit efter Conseil d'États råd,, med en formell invigning den 9 juli. I sin slutliga form, inkorporerar den nya nationalparken två redan existerande naturreservat: 
- Saint-Philippe Mare-Longue naturreservat, som har skyddat Mare Longueskogen i kommunen Saint-Philippe sedan 1981.
- La Roche Écrite naturreservat, som skyddar den utrotningshotade Reunions gråfågel (franska: tuit-tuit), en endemisk skogsfågel som lever på sluttningarna av det 2 276 meter höga Roche Écritemassivet. Reservatet instiftades på 1990-talet, och brer ut sig över Saint-Denis och La Possession.

## Parkens uppdrag

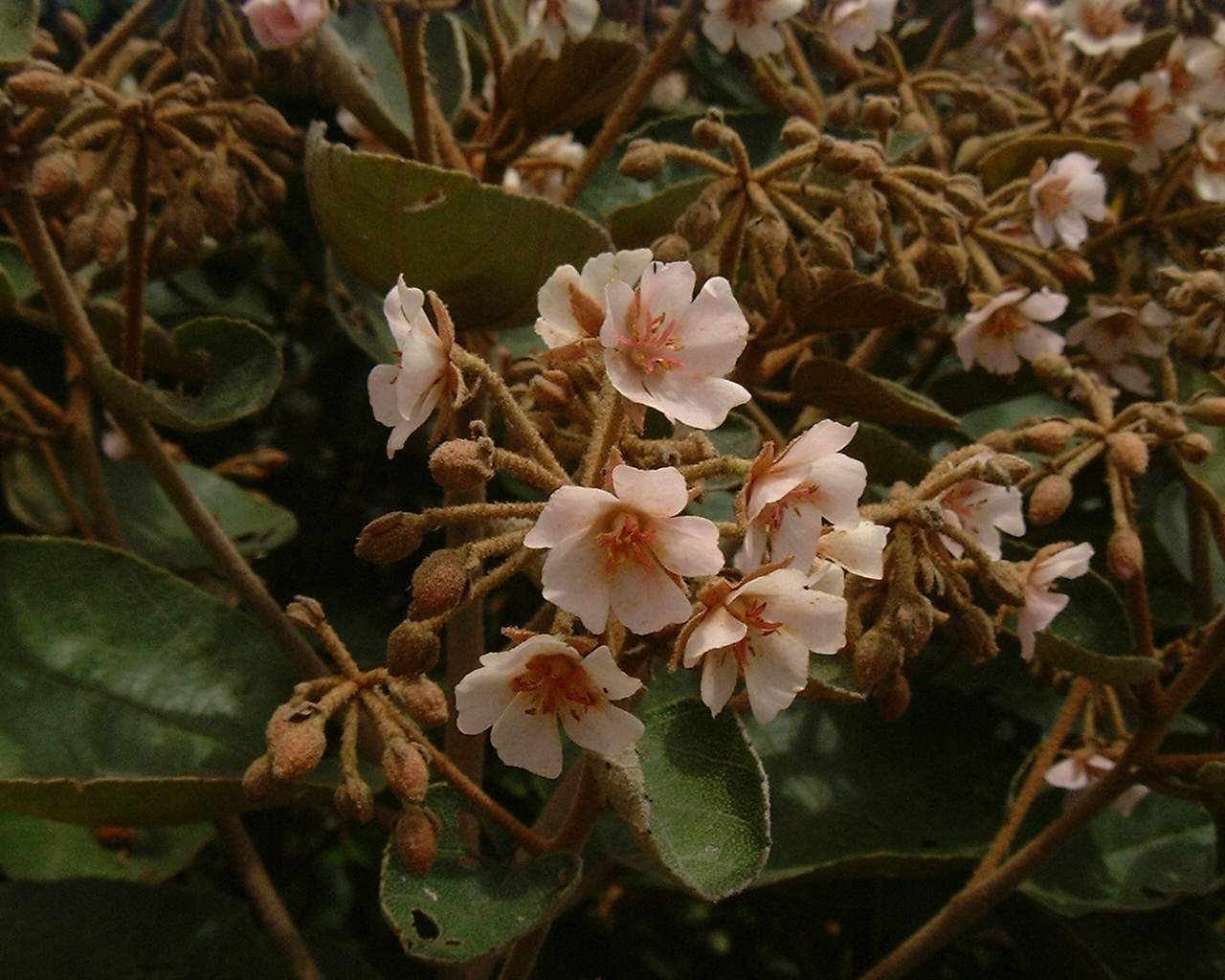
Dombeya ficulnea är en av många endemiska arter som skyddas i nationalparken.

Réunions nationalparks huvuduppdrag är att säkra öns endemiska arter, till skillnad från Guiana amazoniska park i Franska Guiana, som instriftades vid samma tid, men med syftet att skydda den biologiska mångfalden inom dess gränser. Antalet endemiska arter på ön är tre gånger så stor som den i Hawaii och fyra gånger Galapagosöarnas

## Förvaltning

### Budget och struktur
Parken började sitt första år med en budget på 2 miljoner euro. Efter hand som aktiviteterna utökas är det tänkt att den ska växa till 8 miljoner euro per år. Parkens huvudkontor ligger vid La Plaine-des-Palmistes.
Parken styrs av ett administrativt råd bestående av 88 ledamöter. Administrativa rådet utser 15 av sina ledamöter att utgöra en ledningskommitté. De får rekommendationer av ett vetenskapligt råd bestående av 18 ledamöter och 5 utomstående experter. Planerna kräver även skapandet av ett ekonomiskt, socialt och kulturellt råd.

### Omtvistad förvaltning
Parkens administration har stött sökandet efter geotermiska källor på Plaine des Sables, mot rådet från vetenskapsrådet och trots det faktum att parken var på väg att nomineras till världsarv.

## Ett världsarv
2010 blev nationalparkens centrala delar (718,05 km², 68 % av nationalparken) världsarvsstatus under namnet "Bergstoppar, kitteldalar och vallar på ön Reunion" (franska: Pitons, cirques et remparts de l'île de La Réunion). 